# Boiki Mothibi
Boiki Mothibi là một cầu thủ bóng đá người Botswana thi đấu ở vị trí tiền đạo. Anh ra sân 1 trận cho Đội tuyển bóng đá quốc gia Botswana năm 2004.